# Oscilações de Rabi
Em Física, as oscilações de Rabi são o comportamento cíclico de um sistema quântico de dois estados na presença de um campo eletromagnético oscilatório. Uma grande variedade de processos físicos pertencentes às áreas de computação quântica, física da matéria condensada, física atômica, física molecular, física nuclear e física de partículas pode ser convenientemente estudada em termos de sistema quântico de dois níveis, e exibem comportamento de transições Rabi quando acoplados a um campo eletromagnético forte. O efeito é importante para óptica quântica, ressonância magnética e computação quântica e recebeu o nome devido a Isidor Isaac Rabi.
Um sistema de dois níveis tem somente duas possiblidades ou dois estados, se eles não estiverem degenerados (isto é, possuírem a mesma energia), o sistema pode se tornar “excitado” quando absorve um quantum de energia. Quando um átomo (ou algum outro sistema de dois níveis) é exposto a um feixe coerente de fótons, eles serão absorvidos ciclicamente e reemitidos por emissão estimulada. Um desses ciclos é conhecido por Ciclo de Rabi e o inverso de sua duração é a frequência de Rabi do feixe de fótons. O efeito pode ser modelado usando o modelo de Jaynes-Cummings e o formalismo do vetor de Bloch